# Liste der Träger des Verdienstordens des Landes Rheinland-Pfalz/1990
Im Jahr 1990 wurden folgende Personen mit dem Verdienstorden des Landes Rheinland-Pfalz geehrt:
| Ordensträger                            | Lebensdaten | Wohnort                    | Wirken                                                                                        |
| --------------------------------------- | ----------- | -------------------------- | --------------------------------------------------------------------------------------------- |
| Mladen Basic                            |             | Mainz                      |                                                                                               |
| Hildegard Bogerts                       |             | Gusterath                  |                                                                                               |
| Jürgen Bosselmann                       |             | Mayen                      |                                                                                               |
| Albert Bourquin                         |             | Billigheim-Ingenheim       |                                                                                               |
| Gerhard Brandt                          | 1921–1999   | Düsseldorf                 | evangelischer Theologe                                                                        |
| Wilhelm Dautermann                      |             | Bad Dürkheim               | langjähriges Jurymitglied des Pfälzischen Mundartdichterwettstreites                          |
| Karl Dick                               |             | Kaiserslautern             | Bildhauer                                                                                     |
| Günter Dittmann                         |             | Mainz-Kastel               |                                                                                               |
| Theo Eiden                              |             | Gerolstein                 |                                                                                               |
| Helene Flad                             |             | Trier                      |                                                                                               |
| Oskar Foltyn                            |             | Wiesbaden                  |                                                                                               |
| Jürgen de Fries                         |             | Göllheim                   | Prokurist bei Dyckerhoff                                                                      |
| Josef Galon                             |             | Dimona                     |                                                                                               |
| Walter Gattow                           | 1917–1995   | Cochem                     | Heimatschriftsteller und Redaktionsleiter                                                     |
| Günter Groh                             | 1933–1996   | Neustadt an der Weinstraße | Ornithologe                                                                                   |
| Heinrich Renaud Gruber                  | 1923–2012   | Waldfischbach-Burgalben    | Künstler                                                                                      |
| Karl Habermehl                          |             | Pirmasens                  |                                                                                               |
| Herbert Hegersweiler                    |             | Boppard                    |                                                                                               |
| Mina Hochmann                           | 1906–1992   | Landau in der Pfalz        |                                                                                               |
| Johann Immik                            |             | Pantenburg                 |                                                                                               |
| Emil Jekel                              |             | Pirmasens                  |                                                                                               |
| Heinrich J. Klein                       |             | Oestrich-Winkel            |                                                                                               |
| Heinrich Kron                           | 1923–2007   | Landau in der Pfalz        | evangelischer Theologe, von 1975 bis 1988 Kirchenpräsident der Evangelischen Kirche der Pfalz |
| Edeltraut Meichsner                     |             | Urbar                      |                                                                                               |
| Josef Mendling                          |             | Koblenz                    |                                                                                               |
| Marie-Luise Mühlensiepen                |             | Koblenz                    |                                                                                               |
| Alfons Müller                           |             | Mainz                      |                                                                                               |
| Joachim Neander                         |             | Rodgau                     |                                                                                               |
| Walter Neussel                          | 1940–2021   | Wittlich                   |                                                                                               |
| Heinrich Ober                           | 1905–2001   | Speyer                     |                                                                                               |
| Hans Reichert                           |             | Trier                      |                                                                                               |
| Juvenal Renzaho                         |             | Kigali                     |                                                                                               |
| Marie-Isabell Freifrau von Salis-Soglio |             | Gemünden                   |                                                                                               |
| Antonius Freiherr von Salis-Soglio      |             | Gemünden                   |                                                                                               |
| Erna Sattler                            |             | Koblenz                    |                                                                                               |
| Heinz Scherf                            |             | Heltersberg                | Chorleiter                                                                                    |
| Carl Schneider                          |             | Mainz                      |                                                                                               |
| Fritz Schneider                         | 1916–2006   | Kaiserslautern             | Jurist und Politiker (FDP, CDU)                                                               |
| Edmund Schömer                          |             | Hermeskeil                 |                                                                                               |
| Fritz-Rudolf Schultz                    | 1917–2002   | Gau-Bischofsheim           | Offizier und Politiker (FDP)                                                                  |
| Ursula Starlinger                       | 1917–2005   | Böhl-Iggelheim             | Politikerin (CDU)                                                                             |
| Willi Stürtz                            |             | Neustadt (Wied)            |                                                                                               |
| Bernhard Vogel                          | 1932–2025   | Speyer                     | Politiker (CDU), rheinland-pfälzischer Ministerpräsident von 1976 bis 1988                    |
| Betty Wagemann                          |             | Koblenz                    |                                                                                               |
| Andreas Wahn                            |             | Idar-Oberstein             |                                                                                               |
| Hannelore Will                          |             | Ludwigshafen am Rhein      |                                                                                               |
| Max Wittmann                            |             | Waldfischbach-Burgalben    |                                                                                               |
| Robert Wolff                            |             | Mainz                      |                                                                                               |
| Hans Zachert                            |             | Bad Dürkheim               |                                                                                               |